# Arent van Haersolte (1919-2002)
Roelof Arent Volkier baron van Haersolte (Zwolle, 2 juli 1919 − Wassenaar, 22 december 2002) was een Nederlands hoogleraar aan de Universiteit Leiden.

## Biografie
Van Haersolte werd geboren in het oud-adellijke geslacht Van Haersolte en was een zoon van wethouder, dijkgraaf en kamerheer van de koningin  mr. Johan Frederik baron van Haersolte (1880-1957) en de letterkundige jkvr. Ernestine Amoene Sophia van Holthe tot Echten (1890-1952), telg uit het geslacht Van Holthe en bekend onder de naam Amoene van Haersolte.
Hij studeerde rechten te Leiden, behaalde er zijn doctoraal in 1941 en promoveerde er cum laude in 1946 op De staat als zuivere vorm des menschen (over Georg Wilhelm Friedrich Hegel), met als promotor prof. mr. Gerard Langemeijer (1903-1990); later distantieerde hij zich van zijn dissertatie. Daarna trad hij in ambtelijke dienst alvorens in 1963 gewoon hoogleraar aan de Nederlandsche Economische Hoogeschool, voorganger van de Erasmus Universiteit Rotterdam, te worden, met als leeropdracht inleiding tot de rechtswetenschap en de rechtsfilosofie. In dat jaar verscheen ook Inleiding tot het Nederlandse staatsrecht dat tussen 1963 en 1988 negen drukken zou beleven. In 1973 werkte hij mee aan Speculum Langemeijer. 31 rechtsgeleerde opstellen dat verscheen ter gelegenheid van de 70e verjaardag van zijn promotor. In 1974 werd hij aangesteld tot buitengewoon hoogleraar wijsbegeerte des rechts te Leiden, waar hij op 31 januari 1975 inaugureerde met de rede Monoloog met mijn schuldeiser. In 1976 werd zijn ambt omgezet in een gewoon hoogleraarschap met de leeropdracht Inleiding der wijsbegeerte en de wijsbegeerte des rechts, vanaf 1970 wijsbegeerte. In 1984 ging hij met emeritaat en nam afscheid op 1 augustus 1984 met Akrasia of tegenstem?; bij dat afscheid werden hem twee bundels aangeboden, waaronder een met van hemzelf verzamelde artikelen.
Hij bleef ook na zijn emeritaat nog bijdragen met tientallen artikelen aan het rechtsfilosofische discours, en publiceerde in 1999 nog een artikel 'Wijsbegeerte des rechts. Gerard Eduard Langemeijers ethiek en rechtsfilosofie'. Hij beschouwde zichzelf meer als rechtsfilosoof dan als jurist. Door zijn langdurige hoogleraarsambten en zijn vele artikelen heeft hij invloed gehad op veel van zijn studenten en zijn vakgebied.
Van Haersolte was voorts betrokken bij de Vereeniging voor Wijsbegeerte des Rechts. In 1973 werd hij lid van de Koninklijke Nederlandse Akademie van Wetenschappen. In 1992  stichtte hij het Prof. dr. R.A.V. van Haersolte Fonds (LUF) ter bevordering van de studie Wijsbegeerte.
Van Haersolte trouwde in 1957 met drs. Anna Jantina Lutgerdina Dijk (1911-1991), beeldhouwster, en trouwde in 1993 met prof. dr. Martina van Vliet (1922-2008), hoogleraar staats- en administratief recht. Uit beide huwelijken werden geen kinderen geboren. Van Haersolte overleed in 2002 op 83-jarige leeftijd.